# Inveni David, WAB 19
Inveni David, WAB 19, est un motet composé par Anton Bruckner en 1868.

## Historique
Bruckner composa le motet le 21 avril 1868 à la fin de son séjour à Linz pour le 24e anniversaire de la Liedertafel Frohsinn. La première exécution a eu lieu le 10 mai 1868 dans l'ancienne cathédrale comme offertoire de la messe d'Antonio Lotti,.
Le manuscrit est archivé à la Linzer Singakademie (archive de Frohsinn). Le motet, qui a d'abord été publié dans le Volume III/2, pp. 239-244 de la biographie Göllerich/Auer, est édité dans le Volume XXI/23 de la Bruckner Gesamtausgabe.

## Texte
Le texte est tiré des versets 21 et 22 du Psaume 89 (Psaume 88 dans la Vulgate).
| Inveni David servum meum, oleo sancto meo unxi eum. Manus enim mea auxiliabitur ei et brachium meum confortabit eum. Alleluja. | J’ai trouvé David, mon serviteur, je l’ai oint de mon huile sainte. Ma main le soutiendra, et mon bras le fortifiera. Alleluia. |

## Composition
L'œuvre de 46 mesures en fa mineur est conçue pour chœur d'hommes (TTBB) et 4 trombones.
Les 16 dernières mesures sont un Alleluja, pour lequel Bruckner a tiré son inspiration de l'Alléluia du Messie de Händel', sur lequel il improvisait souvent à l'orgue.

## Discographie
Le premier enregistrement a eu lieu en 1959 :
- Martin Koekelkoren, Mastreechter Staar, Royal Male Choir Mastreechter Staar – 45 tours : Philips 402 155 NE

Une sélection parmi les quelque 15 enregistrements de l'œuvre :
- Joachim Martini, Junge Kantorei, Geistliche Chormusik der Romantik – LP : Schwarzwald MPS 13004, 1970
- Martin Flämig, Dresdner Kreuzchor, Ave Maria – Anton Bruckner: Geistliche Chöre - Motets – CD : Capriccio 10 081, 1985
- Hans-Christoph Rademann, NDR-Chor de Hambourg, Anton Bruckner: Ave Maria – CD : Carus 83.151, 2000
- Dan-Olof Stenlund, Malmö Kammarkör, Bruckner: Ausgewählte Werke - CD : Malmö Kammarkör MKKCD 051, 2004
- Michael Stenov, Cantores Carmeli, Benefizkonzert Karmelitenkirche Linz - CD/DVD édité par la chorale, 2006 - peut être aussi écouté sur YouTube[6]
- Thomas Kerbl, Männerchorvereinigung Bruckner 08, Anton Bruckner, Männerchöre – CD : LIVA027, 2008
- Philipp Ahmann, MDR Rundfunkchor Leipzig, Anton Bruckner & Michael Haydn - Motets – SACD : Pentatone PTC 5186 868, 2021

## Sources
- August Göllerich, Anton Bruckner. Ein Lebens- und Schaffens-Bild, vers 1922 – édition posthume par Max Auer, G. Bosse, Ratisbonne, 1932
- Anton Bruckner – Sämtliche Werke, Band XXI: Kleine Kirchenmusikwerke, Musikwissenschaftlicher Verlag der Internationalen Bruckner-Gesellschaft, Hans Bauernfeind et Leopold Nowak (Éditeurs), Vienne, 1984/2001
- Cornelis van Zwol, Anton Bruckner 1824-1896 – Leven en werken, uitg. Thot, Bussum, Pays-Bas, 2012.  (ISBN 978-90-6868-590-9)
- Crawford Howie, Anton Bruckner - A documentary biography, édition révisée en ligne